# Lepidosaphes pitsikahitrae
Lepidosaphes pitsikahitrae är en insektsart som beskrevs av Mamet 1959. Lepidosaphes pitsikahitrae ingår i släktet Lepidosaphes och familjen pansarsköldlöss.
Artens utbredningsområde är Madagaskar. Inga underarter finns listade i Catalogue of Life.